# Хотел Пелегрин
Хотел Пелегрин је био хотел у Купарима, Хрватска. Изграђен је за време постојања СФРЈ 1963. године и познат је по својој геометријској архитектури. Хотел је уништен током опсаде Дубровника 1991. године и од тренутка је трајно затворен. Након дугог периода напуштања, рушење хотела је почело у фебруару 2025. године.

## Историја
Хотел који располаже са 419 соба је отворен 1963. године као део војног одмаралишта за југословенску војску. Био је то највећи хотел изграђен на Јадрану у то време, који је финансиран од стране ЈНА. Сарајевски архитекта Давид Финци је пројектант хотела, А сама зграда је била једна од првих већих модернистичких зграда у Југославији. Хотел је представљен као део изложбе посвећене Југословенској социјалистичкој архитектури у Музеју модерне уметности у Њујорку. Финци се преселио у Њујорк 1966. године и тамо је наставио каријеру.
Током 1981. године су отворене резервације за међународне посетиоце и хотел је постао познат као међународна туристичка дестинација.

### Престанак рада објекта
Хотел је затворен 1991. године као резултат Југословенског рата и тешко је оштећен услед гранатирања. Након рата, зграда је коришћена за смештај војника Хрватске војске, али је потпуно напуштена до двехиљадитих.
Хотел је био део низа напуштених хотела у заливу Купари и постао је популарно место за људе заинтересоване за обилазак напуштених зграда.
Дубровачко друштво архитеката покушало је 2017. године да заштити зграду хотела Пелегрин као споменик културе, али је Министарство културе одбило захтев.
Локацију је купила компанија из Сингапура ради реконструкције, а рушење је почело у фебруару 2025. године.